# Esquadrão N.º 67 da RAAF
O Esquadrão N.º 67 da RAAF foi um esquadrão de patrulha marítima da Real Força Aérea Australiana (RAAF) da Segunda Guerra Mundial. Foi formado em janeiro de 1943, conduziu patrulhas ao largo da costa sul da Austrália até ao final da guerra e foi dissolvido em novembro de 1945.

## História
Durante a primeira metade de 1943, submarinos japoneses operaram na costa leste australiana, afundando 16 navios e danificando vários outros. Em resposta a essas baixas, o governo australiano expandiu as forças militares da guerra anti-submarina (ASW). Três novas unidades de patrulha marítima da RAAF equipadas com aeronaves de treino Avro Anson, os esquadrões n.º 66, n.º 67 e n.º 71, foram levantadas durante esta expansão. Embora fosse reconhecido que os Anson não tinham alcance e carga útil suficientes para serem eficazes no papel de ASW, não estavam disponíveis aeronaves melhores.
O Esquadrão N.º 67 foi formado na Base aérea de Laverton no dia 6 de janeiro de 1943 com uma força de 180 pessoas e 14 aviões Anson. O esquadrão operava de Laverton e várias outras bases em Victoria para escoltar comboios e conduzir patrulhas anti-submarinas. Posteriormente, foi organizado em duas esquadrilhas que operaram alternadamente de Laverton e Mallacoota. Em março de 1944, o esquadrão atingiu uma força de 244 pessoas e 17 aviões Anson.
O esquadrão fez uma série de possíveis avistamentos de submarinos durante os primeiros meses de 1943. A tripulação relatou ter avistado submarinos em 1, 11, 16 e 21 de fevereiro, mas nenhum desses foi atacado. Em 11 de abril, uma aeronave do Esquadrão N.º 67 estava escoltando o Convoy OC86 quando foi atacado pelo submarino japonês, mas não avistou o atacante. No dia seguinte, dois aviões Anson do Esquadrão N.º 67 protegeram o caça-minas HMAS Orara atacando um submarino que eles acreditavam ter avistado perto do navio.
O Esquadrão N.º 67 continuou a conduzir patrulhas sem grandes problemas no sul da Austrália até ao final da guerra. Além da sua tarefa principal de ASW, também conduziu buscas por aeronaves e navios desaparecidos e participou de exercícios de cooperação naval e militar em Victoria e na Tasmânia. Uma tarefa incomum empreendida pelo esquadrão foi fornecer aeronaves para um levantamento do Conselho de Pesquisa Científica e Industrial de peixes pelágicos entre Sydney e Ceduna de 21 a 24 de abril de 1945. O Esquadrão N.º 67 foi desmobilizado após a rendição do Japão, com o esquadrão a ser declarado não operacional em 17 de agosto de 1945 e tendo a sua dissolução concluída em 10 de novembro daquele ano.